# Élections législatives de 1876 dans les Hautes-Alpes
Les élections législatives de 1876 ont eu lieu les 20 février et 5 mars 1876

## Résultats à l'échelle du département
| Partis         | Partis              | Premier tour | Premier tour | Deuxième tour | Deuxième tour | Sièges |
| Partis         | Partis              | Voix         | %            | Voix          | %             | Sièges |
| -------------- | ------------------- | ------------ | ------------ | ------------- | ------------- | ------ |
|                | Union républicaine  | 10 962       | 52,29        |               |               | 1      |
|                | Centre-gauche       | 6 476        | 30,89        | 2 725         | 56,13         | 2      |
|                | Républicain radical | 1 554        | 7,41         | 2 130         | 43,88         | 0      |
|                | Constitutionnel     | 1 433        | 6,84         |               |               | 0      |
|                |                     |              |              |               |               |        |
| Inscrits       | Inscrits            | 31 273       | 100,00       | 6 368         | 100,00        | 3      |
| Votants        | Votants             | 21 905       | 70,04        | 4 874         | 76,54         |        |
| Abstentions    | Abstentions         | 9 368        | 29,96        | 1 494         | 23,46         |        |
| Blancs et nuls | Blancs et nuls      | 940          | 4,29         | 19            | 0,39          |        |
| Exprimés       | Exprimés            | 20 965       | 95,71        | 4 855         | 99,61         |        |

## Résultats par arrondissement

### Arrondissement de Briançon
| Candidats      | Candidats      | Étiquette           | Premier tour | Premier tour | Deuxième tour | Deuxième tour |
| Candidats      | Candidats      | Étiquette           | Voix         | %            | Voix          | %             |
| -------------- | -------------- | ------------------- | ------------ | ------------ | ------------- | ------------- |
|                | Honoré Chancel | Centre-gauche       | 1 776        | 37,29        | 2 725         | 56,13         |
|                | François Meyer | Républicain radical | 1 554        | 32,63        | 2 130         | 43,87         |
|                | Sentis         | Constitutionnel     | 918          | 12,98        |               |               |
|                | Carillan       | Constitutionnel     | 515          | 10,81        |               |               |
|                |                |                     |              |              |               |               |
| Inscrits       | Inscrits       | Inscrits            | 6 368        | 100,00       | 6 368         | 100,00        |
| Votants        | Votants        | Votants             | 4 887        | 76,74        | 4 874         | 76,54         |
| Abstention     | Abstention     | Abstention          | 1 481        | 23,26        | 1 494         | 23,46         |
| Blancs et nuls | Blancs et nuls | Blancs et nuls      | 124          | 2,54         | 19            | 0,39          |
| Exprimés       | Exprimés       | Exprimés            | 4 763        | 97,46        | 4 855         | 99,61         |

### Arrondissement d'Embrun
| Candidats      | Candidats      | Étiquette      | Premier tour | Premier tour |
| Candidats      | Candidats      | Étiquette      | Voix         | %            |
| -------------- | -------------- | -------------- | ------------ | ------------ |
|                | Ernest Cézanne | Centre-gauche  | 4 700        | 100,00       |
|                |                |                |              |              |
| Inscrits       | Inscrits       | Inscrits       | 7 231        | 100,00       |
| Votants        | Votants        | Votants        | 4 744        | 65,61        |
| Abstention     | Abstention     | Abstention     | 2 487        | 34,39        |
| Blancs et nuls | Blancs et nuls | Blancs et nuls | 44           | 0,93         |
| Exprimés       | Exprimés       | Exprimés       | 4 700        | 99,07        |

### Arrondissement de Gap
| Candidats      | Candidats      | Étiquette          | Premier tour | Premier tour |
| Candidats      | Candidats      | Étiquette          | Voix         | %            |
| -------------- | -------------- | ------------------ | ------------ | ------------ |
|                | Cyprien Chaix  | Union républicaine | 10 962       | 100,00       |
|                |                |                    |              |              |
| Inscrits       | Inscrits       | Inscrits           | 17 674       | 100,00       |
| Votants        | Votants        | Votants            | 12 274       | 69,45        |
| Abstention     | Abstention     | Abstention         | 5 400        | 30,55        |
| Blancs et nuls | Blancs et nuls | Blancs et nuls     | 1 712        | 10,69        |
| Exprimés       | Exprimés       | Exprimés           | 10 962       | 89,31        |